# Justice League (Smallville)
La Justice League è un gruppo di supereroi apparso nella serie televisiva Smallville, adattato da Alfred Gough e Miles Millar. Originariamente, la Justice League era costituita da Oliver Queen, Bart Allen, Victor Stone e Arthur Curry, mentre Clark Kent non accettò di farne parte fino a tre stagioni più tardi. Con il susseguirsi delle apparizioni del gruppo nel corso della serie, vennero introdotti nuovi personaggi che successivamente si univano alla squadra. La Justice League originale apparve la prima volta nel fumetto The Brave and the Bold n. 28 (1960) pubblicato da DC Comics, e consisteva di Superman, Batman, Wonder Woman, Flash, Lanterna Verde e Martian Manhunter. In Smallville, il debutto del gruppo risale all'episodio La lega della giustizia della sesta stagione, mentre i suoi membri furono introdotti individualmente nel corso di diversi episodi a partire dalla quarta stagione. Nella serie il gruppo non ha mai formalizzato un proprio nome, sebbene il cast e la troupe si siano sempre riferiti alla squadra come la "Justice League".
Gli sceneggiatori della serie volevano assicurarsi che i personaggi avessero caratteristiche simili alle loro controparti cartacee, ma che allo stesso tempo potessero fungere da mezzo per Clark Kent per imparare su se stesso. Il team creativo ha cercato di rimanere fedele allo spirito del fumetto nel design dei costumi per alcuni personaggi, mentre i costumi per altri personaggi sono stati cambiati drasticamente. Ad eccezione di Oliver Queen / Freccia Verde, tutti i personaggi sono dotati di superpoteri, per cui fu richiesto ad Entity FX di creare digitalmente i poteri di ogni personaggio utilizzando tecnologie 3D e 2D.
Oltre alla serie televisiva live-action, la Justice League è stata anche protagonista di una collaborazione promozionale con Toyota, attraverso un fumetto online interattivo. Individualmente, Oliver Queen è stato il protagonista di un tie-in che ha fornito agli utenti Sprint degli episodi animati sulla storia di Oliver sui loro telefoni cellulari. Nel complesso, i personaggi hanno avuto un'accoglienza mista. I critici valutarono negativamente la capacità recitativa di Alan Ritchson (interprete di Arthur Curry) e le brevi trame introduttive per la squadra, mentre i personaggi di Freccia Verde e Black Canary furono accolti in maniera più positiva.

## Storia

### Storie individuali
Sebbene la Justice League sia apparsa per la prima volta nell'episodio La lega della giustizia della sesta stagione, ogni membro della squadra è stato introdotto ed ha avuto delle proprie trame nella serie prima della formazione della squadra. Il primo membro ad apparire in Smallville, oltre a Clark Kent (Tom Welling), è stato Bart Allen (Kyle Gallner), introdotto nell'episodio della quarta stagione Arriva Flash!. Bart è la prima persona conosciuta da Clark con una capacità sovrumana, quella di correre a velocità supersoniche, che non è stata originata dall'esosizione alla kryptonite. Quando Clark e Bart si sono conosciuti, Bart era un borseggiatore che salva Jonathan Kent (John Schneider) evitando che venga investito da un camion. Alla fine, Clark convince Bart ad abbandonare la sua vita da criminale. Arthur Curry (Alan Ritchson), che ha la capacità di nuotare a velocità sovrumane e creare esplosioni di energia nell'acqua, è il secondo membro ad essere apparso nella serie, debuttando nell'episodio Aqua della quinta stagione. Arthur arriva a Smallville per fermare un'arma subacquea sviluppata da Lex Luthor (Michael Rosenbaum), la quale sta uccidendo la vita marina circostante. Inizialmente, Arthur e Clark sono in conflitto a causa delle tattiche di quest'ultimo, il quale voleva far esplodere il laboratorio di Lex; Clark insisteva invece sul fatto che avrebbero semplicemente dovuto parlare faccia a faccia con Lex per chiedergli di smettere. Alla fine, Arhur e Clark localizzano e distruggono l'arma. La quinta stagione introdusse anche Victor Stone (Lee Thompson Young) nell'episodio Cyborg. Qui viene svelato che Victor fu mortalmente ferito in un incidente automobilistico che portò alla morte della sua famiglia, ma la società di Lex, la LuthorCorp, portò il corpo di Victor in un laboratorio di ricerca dove hanno sperimentato su di lui, sostituendo il suo scheletro osseo con uno di metallo. Clark cerca di fornire a Victor un rifugio sicuro dopo che quest'ultimo scappa dalla struttura di Lex. Clark riesce a convincere Lex a smettere di cercare Victor, che alla fine lascia Smallville con la sua ragazza.
Oliver Queen (Justin Hartley), un miliardario che ha lasciato Star City per vivere a Metropolis, fa il suo debutto nell'episodio Per un soffio della sesta stagione per indagare su Lex Luthor. Nell'episodio Freccia Verde, Oliver inizia ad agire per Metropolis nei panni di un vigilante mascherato, soprannominato "Freccia Verde" da Lois Lane (Erica Durance), che ruba ai ricchi (ma solo oggetti che a loro volta sono già stati rubati) per dare ai poveri. In questo periodo, Oliver inizia anche una relazione romantica con Lois. Alla fine, la vita da vigilante di Oliver ha la priorità, e lui e Lois si lasciano quando Oliver è costretto ad abbandonare la città per indagare su altre macchinazioni di Lex. Nella premiere dell'ottava stagione, Oliver torna a Metropolis e inizia a cercare Lex, che è scomparso dal finale della settima stagione. Oliver crede di aver tracciato la posizione di Lex nell'episodio Il matrimonio, ma quando arriva non trova Lex; Oliver rivela quindi che ha intenzione di uccidere Lex a causa della minaccia che crede egli rappresenti sia per Clark che per il resto del mondo. Nell'episodio Requiem, Oliver assume la quota di maggioranza della LuthorCorp dopo che Tess Mercer (Cassidy Freeman), il successore scelto da Lex per la LuthorCorp, gli vende la società. Di conseguenza, Lex tenta di ucciderlo. Oliver rintraccia Lex e fa saltare in aria la roulotte medica in cui Lex stava presumibilmente viaggiando.
Nella sesta stagione viene anche introdotto John Jones (Phil Morris), dove appare nell'episodio Labirinti della mente, guidando Clark fuori da una realtà fittizia creata dal Dr. Hudson, un criminale della Zona fantasma che tenta di impossessarsi del corpo di Clark. Nel finale della stagione viene rivelato che ha lavorato con Lionel Luthor (John Glover) e che una volta era un emissario del padre biologico di Clark, Jor-El. John spiega che ha vegliato su Clark sin dal suo arrivo sulla Terra, incaricato da Jor-El di interferire solo se la vita di Clark fosse in vero pericolo. Nella premiere della settima stagione, John presta assistenza a Clark per sconfiggere l'ultimo dei criminali della Zona fantasma, che si è trasformato nel doppelganger di Clark, Bizzarro. Nella premiere dell'ottava stagione, John sacrifica le proprie capacità per salvare la vita di Clark. Nell'episodio L'ombra che uccide, John informa Clark di aver accettato un lavoro come detective della polizia di Metropolis in modo che possa essere in giro per dare una mano a Clark. Nell'episodio Giustizia assoluta della nona stagione, il Dottor Fate (Brent Stait) ripristina i poteri marziani di John, il quale aiuta Clark e gli altri membri della Justice Society of America (JSA) a sconfiggere un nemico comune.

### Storia della Justice League
La Justice League compie la sua prima apparizione ufficiale come gruppo nell'episodio della sesta stagione La lega della giustizia. Qui, Clark scopre che Oliver ha incontrato Bart, Arthur e Victor, e che ha formato con loro una squadra di supereroi incentrata sul fermare coloro che credono di essere al di sopra della legge. Oliver rivela che Lex ha condotto esperimenti su persone che hanno sviluppato abilità speciali grazie all'esposizione alla kryptonite. Clark e Chloe Sullivan (Allison Mack) lavorano a fianco del team per smantellare la struttura sperimentale locale di Lex, nota come Livello 33.1, e dopo aver distrutto l'edificio, Oliver e il suo team lasciano Smallville per cercare le altre strutture di Lex in giro per il mondo. Oliver chiede a Clark di diventare un membro a pieno titolo della squadra, ma Clark rifiuta l'offerta spiegando di non essere pronto. Nell'episodio della settima stagione Urlo ultrasonico, Lex mette una taglia su Oliver e la sua squadra, convincendo la vigilante Dinah Lance (Alaina Huffman), che usa il nome di "Black Canary" e possiede la capacità di emettere un'onda sonora ultrasonica con un unico grido, che i membri del gruppo sono dei terroristi. Alla fine, Clark dimostra a Dinah che Lex le ha mentito, e lei decide quindi di unirsi alla squadra di Oliver. Nella premiere dell'ottava stagione, la Justice League decide di cercare Clark, scomparso in seguito alla distruzione della sua Fortezza della solitudine nel finale della stagione precedente. Clark viene poi trovato, ma le vere identità dei membri della League sono compromesse, quindi la squadra decide di sciogliersi fino a quando non sarà di nuovo sicuro per loro lavorare insieme. Nell'episodio Desideri, Oliver ricostituisce il gruppo e assegna a Chloe il ruolo di "Watchtower". Nel finale di quella stagione, viene rivelato che la squadra ha rintracciato il kryptoniano geneticamente modificato noto come Doomsday. Oliver cerca di convincere Clark ad uccidere la creatura, ma Clark rifiuta e informa invece Dinah e Bart che Oliver ha ucciso Lex, cacciando Oliver dalla squadra. Usando un sotterfugio, Dinah e Bart tradiscono Clark, rivelando che erano da sempre d'accordo con il piano di Oliver, e catturano Doomsday per costringere Clark a combattere. Il loro piano fallisce e Doomsday li ferisce durante la sua fuga. Alla fine, Clark sconfigge la creatura seppellendola un miglio sottoterra, e Oliver e il suo team si scusano per non aver seguito il piano di Clark dall'inizio. La League lascia poi Metropolis, sentendosi responsabile della morte di Jimmy Olsen (Aaron Ashmore), ucciso dopo la fuga di Doomsday. In risposta, Chloe trasforma una torre dell'orologio di Metropolis, che è anche l'edificio più alto della città, nella base della Watchtower con la speranza che un giorno la squadra torni a casa. La squadra alla fine si ricostituisce fuori campo e aiuta Clark a dare la caccia ad altri kryptoniani che stanno tentando di conquistare la Terra. A partire dal nono episodio della stagione finale, Patriota, la Justice League viene avvisata dell'arrivo di Darkseid e per il resto della stagione tentano di fermarlo prima che distrugga la Terra. Gli episodi successivi Dominio e La profezia implicano che anche Michael Carter (Booster Gold) e Kara si siano uniti alla squadra.

## Concezione e sviluppo

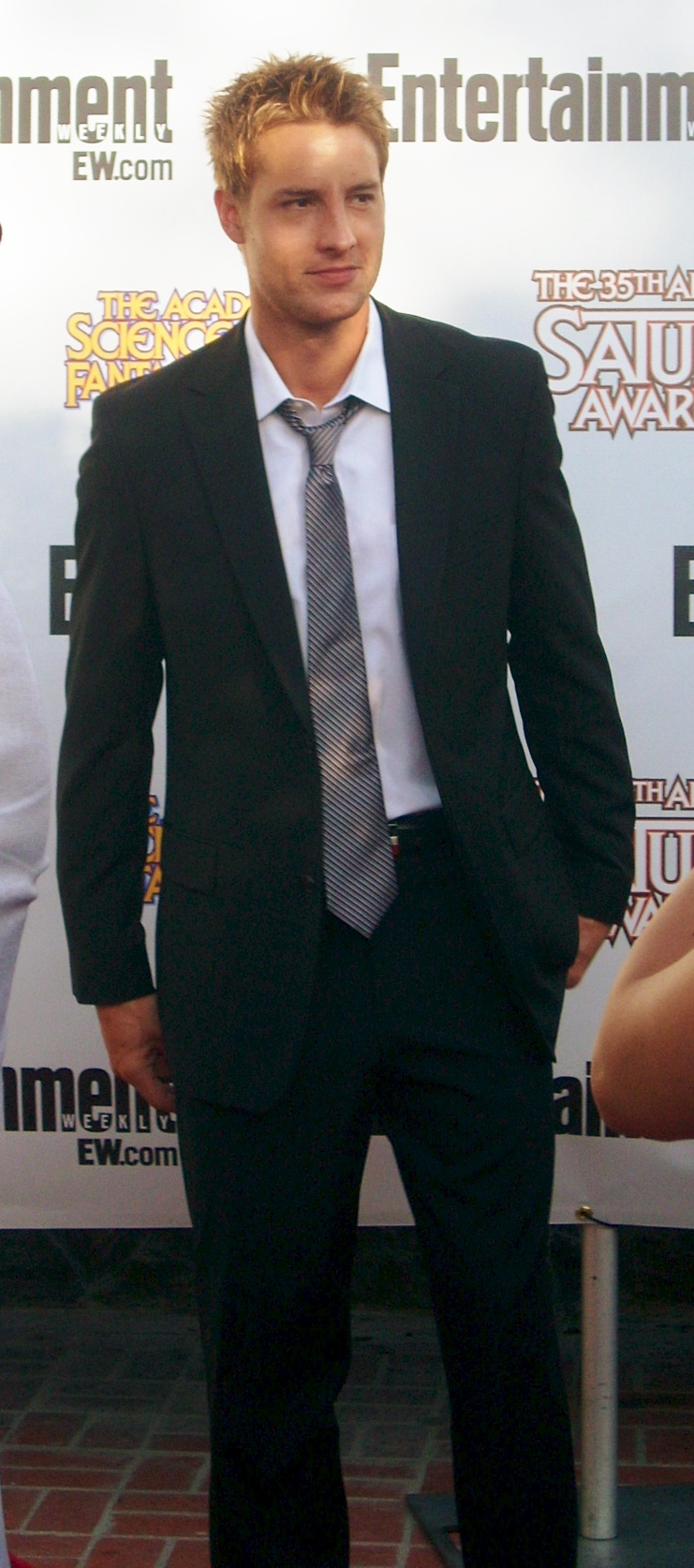
Justin Hartley era la prima scelta dei produttori per il ruolo di Oliver Queen in Smallville, dopo averlo scelto come protagonista nel mai trasmesso pilota di Aquaman.

I produttori volevano usare Wally West o Barry Allen come alter ego di Flash per la serie, ma DC Comics approvò il solo uso di Bart Allen. Nei fumetti, Bart usa solitamente il nome di "Impulso", ma nel 2006 ebbe una breve serie in cui assunse il ruolo di Flash. Kyle Gallner apprese tramite il suo agente della candidatura di un ruolo da supereroe per Smallville e, quando ha saputo che il ruolo era quello di Impulse, si convinse che l'avrebbe ottenuto. Gallner ha partecipato a due audizioni, ma rimase così deluso dalla sua performance durante la seconda che credette di aver perso il ruolo. Tuttavia, alla fine i produttori gli hanno offerto il ruolo.
Dopo essere stato scelto per il ruolo di Arthur Curry, un personaggio che in precedenza non era mai stato interpretato ufficialmente in alcuna forma live-action, Alan Ritchson fece delle ricerche sul suo personaggio scoprendo che Aquaman aveva una "seria... fanbase". Ritchson voleva essere all'altezza delle aspettative che i fan del personaggio avrebbero avuto. Come Gallner, Ritchson non si aspettava di far nuovamente parte della serie. Dopo la quinta stagione, c'è stato un tentativo di lanciare una serie televisiva su Aquaman, che però fallì. Ritchson apprezzò l'opportunità di tornare quando venne chiamato per apparire nell'episodio che avrebbe caratterizzato la prima apparizione ufficiale della Justice League.
Fino all'episodio Cyborg della quinta stagione, i supereroi di DC Comics che avevano fatto visita a Clark nella serie erano tutti membri della Justice League of America, ma Gough e Miller credevano che Victor Stone condividesse un "dilemma riconoscibile" con Clark: il fatto che le abilità di Victor e Clark intralciano le loro relazioni romantiche con le donne che amano; inoltre era un personaggio che gli showrunner ritenevano fosse interessante. Victor normalmente si fa chiamare "Cyborg" ed è un membro dei Giovani Titani nei fumetti. I produttori volevano da sempre dare un ruolo a Lee Thompson Young, ancor prima di decidere di inserire Cyborg. L'attore disse che il suo primo contatto con il personaggio di Cyborg non è avvenuto coi fumetti, ma con la serie televisiva animata Teen Titans. Secondo Young, è stato fortunato che questa versione di Victor Stone fosse l'interpretazione di Smallville sul personaggio poiché, come tale, la maggior parte del background del personaggio era nella sceneggiatura. Durante la preparazione, Young si espresse favorevolmente sulla scelta dei produttori di mantenere le parti robotiche di Victor all'interno del suo corpo, al contrario della sua controparte cartacea dove metà del corpo visibile di Cyborg è ricoperta di metallo.
Secondo Gough, Justin Hartley è stata la prima scelta dei produttori per interpretare il ruolo di Oliver Queen e del suo alter ego Freccia Verde. Oliver è stato pensato per fornire una visione alternativa di cosa significhi essere un eroe. Allo stesso tempo, i produttori volevano un personaggio che potesse avere un impatto sulla vita sia di Clark che di Lois. L'attore è stato il primo a interpretare Oliver Queen / Freccia Verde in un media live action. Hartley credeva che l'episodio della sesta stagione Fantasmi del passato lo avesse aiutato a capire davvero il suo personaggio. Nell'episodio, viene rivelato che Oliver era il bullo di Lex quando i due erano a scuola insieme, e dopo che un altro bambino è caduto in coma a causa delle azioni di Oliver e Lex, Oliver decide di iniziare un nuovo percorso per se stesso. Secondo Hartley, questo ha permesso all'attore di capire «il motivo per cui qualcuno metteva in pericolo la propria vita ogni notte e provava sentimenti così forti riguardo all'uscire ed essere questo avvocato sociale». Hartley è stato un ospite ricorrente nella sesta e settima stagione, ma è diventato parte del cast regolare nell'ottava.
Alaina Huffman ha fatto un'audizione per Smallville senza sapere quale ruolo fosse stata scelta e le è stata offerta la parte di Dinah Lance / Black Canary. Quando i produttori l'hanno informata di quanto sia importante questo personaggio per la mitologia dell'universo DC, Huffman ha consultato diversi fumetti e fonti online per saperne di più sul suo personaggio. Avvicinato dai produttori, Phil Morris ha tenuto due audizioni per il ruolo di John Jones / Martian Manhunter, e ha poi aspettato tre settimane prima di ricevere la conferma del ruolo. Morris ha apprezzato il nuovo design del personaggio, che si allontana dal mantello e dai collant optando invece per un look più contemporaneo. L'attore considerava John Jones lo «strumento, forza di sicurezza, suo tutore e suo protettore» di Jor-El. Morris dichiarò che avrebbe voluto che il suo personaggio guidasse la futura Justice League nella serie, poiché vede John Jones come un leader naturale.

## Caratterizzazione

### Caratteristiche
Quando Steven S. DeKnight stava scrivendo l'episodio Arriva Flash! per la prima apparizione ufficiale di Bart Allen, sapeva di dover dare al personaggio alcune caratteristiche che incarnassero la sua controparte dei fumetti. DeKnight sapeva che Bart doveva essere più veloce di Clark, poiché nel fumetto questo è un vantaggio che Flash ha su Superman. DeKnight ha anche descritto Bart come uno "smargiasso", dopo essere stato ispirato dal sarcastico Flash che appare nella serie animata Justice League. Per DeKnight, Bart è un personaggio che gode dei suoi poteri senza mostrare caratteristiche più "cupe o serie" di altri personaggi. Come ha sottolineato Gallner, Bart accetta chi è e cosa può fare, e abusa persino dei suoi doni. La differenza tra lui e Clark è che Bart non ha paura di mostrare al mondo cosa può fare. Gallner ha anche detto che nella sua prima apparizione, Bart vive in uno stato "confusionario", poiché ha sviluppato questi poteri straordinari, i suoi genitori non lo accettano e finisce per dedicarsi al furto solo per prendersi cura di se stesso.
«Accetta [i suoi poteri]. Li usa. Potrebbe anche abusarne un po'. Ma non si vergogna di chi è. Non ha paura di essere quello che è, e in un certo senso fa sapere al mondo che è lì.»

— Kyle Gallner sulla personalità di Bart
Ritchson ha descritto Arthur Curry come qualcuno che "farebbe di tutto per salvare ciò che ama". L'attore prosegue dicendo che Arthur è "appassionato della natura, della terra e dei mari" e non ha paura di usare le sue capacità per salvare le cose che gli sono care. Confrontando il suo personaggio con Clark, Ritchson ha affermato che Arthur è più fiducioso nelle sue capacità e sa già cosa può fare e qual è il suo percorso nella vita. Un'altra grande differenza che l'attore ha sottolineato è che, a differenza di Clark, Arthur è disposto a sacrificare persone e cose se ciò significa preservare il bene superiore. Quando appare per la prima volta, una delle caratteristiche chiave di Victor Stone è che sia lui che Clark possono relazionarsi con il fatto che sentono che le loro capacità gli impediscono di avere una vera relazione con le donne che amano. Gli sceneggiatori hanno cercato di creare parallelismi tra i personaggi per enfatizzare maggiormente questo aspetto, come la paura di Victor di dire alla sua ragazza la verità su ciò che la LuthorCorp ha fatto al suo corpo, e la paura di Clark che Lana Lang scopra che è un alieno. La sceneggiatrice Tracy Bellomo ha descritto Oliver come un ragazzo che non si prende molto sul serio e si diverte a prendere in giro le persone che cercano di prenderlo in quel modo. Bellomo credeva che questo fosse uno dei motivi per cui Oliver è attratto da Lois, la quale rappresenta per lui una sfida. La relazione di Oliver con Clark è stata pensata per "ampliare gli orizzonti piuttosto limitati di Clark" e per insegnare a Clark che esiste un mondo oltre Smallville.

### Costumi
Nell'episodio Rampicante, Oliver e Lois partecipano a un ballo in costume, dove Oliver si traveste da Robin Hood. I designer decisero per quell'occasione di realizzare il costume di Oliver ispirandosi a quello indossato da Freccia Verde nei fumetti. La costumista Caroline Cranstoun ha disegnato il costume ufficiale di Freccia Verde in collaborazione con l'illustratore Andy Poon. Per nascondere il suo volto, Freccia Verde è solito indossare una maschera sugli occhi, ma Cranstoun e Keith Christensen, di Ocean Drive Leather, hanno scelto di utilizzare un cappuccio e un paio di occhiali da sole scuri per nascondere il volto di Oliver. Cranstoun ha rivelato che l'idea del cappuccio è venuta dallo sviluppatore della serie Miles Millar. Il costume del personaggio è realizzato interamente in pelle, poiché il team creativo voleva evitare l'uso di collant. Hartley fu molto colpito dal costume, ma allo stesso tempo confessò che era scomodo da indossare a causa dei suoi strati di pelle e poiché dovette indossare stivali con rialzi di quattro pollici.
Dopo aver realizzato il costume di Freccia Verde, Cranstoun ha avuto il compito di aggiornare i design dei costumi di Bart, Arthur e Victor per l'episodio La lega della giustizia. Cranstoun ha spiegato che sebbene Victor non abbia alcun metallo sul suo corpo fisico come la sua controparte dei fumetti, voleva che il costume avesse un aspetto metallico. La designer ha cercato quindi di dare a Victor un aspetto più "futuristico", insieme a "un po' di essenza stile Transformer", includendo dei pezzi spigolosi sul suo giubbotto e colorandoli di argento, nero e viola. Per Bart, i costumisti hanno cercato di prendere quello che era stato usato nella sua apparizione durante la quarta stagione portandolo ad un livello successivo. In quella stagione, Bart indossava una felpa rossa con pantaloni cargo gialli, usati per riflettere la sua identità da adolescente. Nella sua apparizione come membro della Justice League, hanno cercato di dare al personaggio un aspetto che lo facesse più veloce. I suoi pantaloni cargo gialli sono stati sostituiti con jeans rossi e la sua felpa con cappuccio rossa è stata aggiornata per presentare un logo a forma di fulmine lungo tutto il capo.
Il costume di Arthur è stato il più facile da creare, poiché lo schema dei colori mimava quello della sua controparte cartacea, ed è stato pensato per dare un "aspetto da muta". Il costume è stato progettato per essere più aderente, così che potesse completare il fisico di Ritchson. Anche la parte superiore dei costumi di Victor e Arthur erano delle variazioni dei precedenti con l'aggiunta di un cappuccio. Durante la progettazione del costume di Black Canary furono mantenuti alcuni aspetti propri del personaggio dei fumetti, mentre altri vennero completamente cambiati. Ad esempio, il personaggio conserva le sue classiche calze a rete, ma la maschera nera esterna che indossa il personaggio viene sostituita con una maschera dipinta sul volto. Cranstoun ha considerato le varie versioni del costume di Black Canary, esaminando quelle degli anni '40 e '50, per cercare di trovare la versione giusta per la serie. Cranstoun ha spiegato di essersi imbattuta principalmente in due versioni: una che ha ricordato alla designer una coniglietta di Playboy, con "una cosa sinuosa, con corsetto e senza spalline che non era affatto adatta all'azione", mentra l'altra che ricordava maggiormente Lara Croft e Tank Girl. Quest'ultima versione fu quella di ispirazione per Cranstoun. Ciò che la designer creò era un "body senza maniche con cerniera e uno stivale davvero piatto e pratico". La designer ha anche mantenuto gli accenti gialli della versione a fumetti, così come i lunghi guanti. La troupe delle riprese ha fatto riprese di prova con varie maschere per il personaggio, inclusa una maschera di pelle che ricorda l'aspetto del personaggio dei fumetti, prima di andare con la variazione dipinta.
Hartley sottolinea come inizialmente la serie non si concentrava su «i costumi e i mantelli, il volo e le cose dei supereroi», perché era in vigore la regola dei produttori "no flights, no tights" (lett. "niente voli, niente calzamaglia" ). Ciò è cambiato con La lega della giustizia, e Hartley ha suggerito che gli attori dovevano davvero impegnarsi nei loro ruoli mentre indossavano i costumi, «altrimenti sembri un cabarettista a cui non piacciono molto le sue battute». Young ha dichiarato di essere stato uno dei più fortunati del gruppo, poiché doveva indossare semplicemente un giubbotto argentato e dei pantaloni normali, a differenza di Ritchson, che doveva indossare una "tutina Speedo". Ritchson credeva che fosse possibile essere distratti dal costume, ma che era meglio cercare di distogliere la mente dall'argomento. Hartley, Ritchson e Young hanno dichiarato di essere dispiaciuti per Gallner che ha dovuto indossare un costume che credevano "facesse schifo". Il gruppo ha descritto il costume di Gallner come qualcosa che sua madre avrebbe potuto realizzare con "un tessuto di cotone e un Magic Marker".

### Creazione dei superpoteri
Per illustrare le abilità speciali dei membri della Justice League, è stata assunta la società di effetti speciali Entity FX, che ha creato digitalmente i poteri per ogni personaggio. Il produttore senior di Entity FX, Trent Smith, ha spiegato che volevano dare alla super velocità di Bart un aspetto "più attuale", quindi hanno utilizzato tecniche 3D insieme alla grafica 2D della quarta stagione per creare un'immagine "ibrida" per lo schermo. Smith ha spiegato che la tecnologia 3D ha permesso al team di «[scegliere] un percorso per [Bart] che potrebbe non essere in grado di raggiungere nel mondo composito 2D». Entity FX ha utilizzato Autodesk Maya e Adobe After Effects per creare il flusso 3D che segue Bart quando corre con la super velocità.
Per Victor, Entity FX ha cercato di creare immagini digitali dei meccanismi interni del personaggio per dare al pubblico la possibilità di vedere come funziona il suo lato robotico. Ad esempio, Entity FX ha guidato visivamente il pubblico attraverso il processo in cui la CPU di Victor scarica gli schemi e i diagrammi del Livello 33.1 di Lex, oltre a disattivarne i sistemi di sicurezza. La creazione delle abilità di Arthur ha posto alcune sfide per l'azienda, poiché non c'erano molte opportunità per mettere il personaggio in acqua quando si trovava nel Mid-West. Usando la tecnologia che avevano quando Arthur è arrivato per la prima volta a Smallville, così come gli effetti usati nel pilota inedito di Aquaman, Entity FX fu in grado di creare digitalmente sia Arthur che l'acqua in cui nuota per la ripresa dell'arrivo del personaggio al Livello 33.1. Durante la creazione della super velocità subacquea di Arthur, il team ha cercato di conferire alle immagini un aspetto simile a quello di un siluro che viaggia nell'acqua. Il team ha avuto diversi dubbi su come illustrare i movimenti di Arthur, trovandosi a decidere tra due strade: se far lasciare al personaggio una scia di bolle come un siluro, o se «manovrarlo intorno all'acqua e... farlo viaggiare effettivamente con le bolle».

## Accoglienza
Nel giudicare le apparizioni individuali dei membri del team, Jennifer Malkowski di DVD Verdict ritenne che la performance di Alan Ritchson nei panni di Arthur Curry in Aqua fosse piuttosto "legnosa", mentre Filip Vuckevic, di IGN, ha ritenuto che le introduzioni di Victor Stone e Arthur Curry fossero semplicemente sprecate, poiché ai personaggi non viene "dato nulla da fare" negli episodi. Commentando l'introduzione dell'alter ego di Oliver Queen, Freccia Verde, nell'omonimo episodio della sesta stagione, Chris Carabott di IGN disse che Smallville si prende il proprio tempo per sviluppare un personaggio affinché si adattasse allo stile della serie. Carabott ha riconosciuto che il costume di Freccia Verde, sebbene non sia esattamente come nei fumetti, rispetta lo spirito del personaggio nel suo aspetto; per lui i gadget che usa fanno sembrare che i produttori stiano prendendo una pagina dal fumetto Justice League Unlimited, il che crea "un intrattenimento di qualità".
Carabott ritenne che Phil Morris avesse interpretato bene il ruolo di John Jones / Martian Manhunter, ma che il suo personaggio mancasse di un'introduzione adeguata, affermando: «Phil Morris fa un lavoro rispettabile interpretando John Jones nelle poche scene in cui lo vediamo. Gli manca la presenza sullo schermo di qualcuno come Carl Lumbly, che ha doppiato il personaggio in Justice League, ma Morris tiene testa e recita le battute con quel tono forte e diretto che è la firma di Manhunter». Alan Blair, editore di Airlock Alpha, ha ritenuto che l'approccio di Smallville a Black Canary fosse riuscito laddove la serie televisiva Birds of Prey aveva fallito. In primo luogo, Smallville ha abbandonato l'idea dei "metaumani", che Blair credeva fosse ciò che ha condannato Birds of Prey, riuscendo a far sembrare Black Canary più simile alla sua controparte cartacea, dando anche al suo grido ultra sonico (il Canary Cry) "un certo livello di credibilità". Carabott ha riconosciuto che Smallville ha creato una "rappresentazione abbastanza buona" di Black Canary, sebbene non fosse d'accordo con alcune scelte estetiche. Innanzitutto, Carabott non ha apprezzato la rimozione dei lunghi capelli biondi di Black Canary, o l'aggiunta di trucco intorno agli occhi che ha dato al personaggio l'aspetto di "Pris di Blade Runner". Carabott ha affermato che la recitazione di Huffman è risultata "un po' esagerata a volte", ma nel complesso ha ritenuto che lei fosse la scelta giusta per Smallville.
Riguardo alla prima apparizione della Justice League nell'episodio La lega della giustizia, Carabott affermò che la prima apparizione live action del gruppo dai tempi dell'episodio pilota fallito degli anni '90 meritasse più di un singolo episodio. Carabott affermò che sarebbero stati necessari almeno due o tre episodi per raccontare adeguatamente la loro introduzione. Invece, credeva che le presentazioni dei personaggi fossero state affrettate, nonostante fossero tutti apparsi nella serie prima della sesta stagione. La lega della giustizia ha ottenuto i voti più alti di qualsiasi episodio della sesta stagione, con 5,26 milioni di spettatori.

## Merchandise
Dopo la fine della sesta stagione, DC Direct annunciò al San Diego Comic-Con che avrebbero distribuito nuove action figure, questa volta modellate sui membri della Justice League di Smallville per come apparivano nell'episodio della sesta stagione La lega della giustizia. I giocattoli presentavano in maniera dettagliata le fattezze di Welling, Hartley, Ritchson, Gallner e Young.

## Altri media

### Spin-off
In diversi momenti, lo studio ha discusso dello sviluppo di serie individuali su Bart, Oliver, Arthur e l'intera Justice League. La discussione su una serie televisiva basata su Flash è iniziata un anno prima che il personaggio facesse la sua prima apparizione in Smallville. Secondo lo sceneggiatore Steven S. DeKnight, c'erano divergenze creative su come gestire una serie televisiva su Flash, dato il precedente tentativo di adattare il personaggio sul piccolo schermo nel 1990. DeKnight ha spiegato che lo studio voleva creare un Flash che fosse uno "studente universitario capace di viaggiare nel tempo proveniente da Gotham City". Di conseguenza, la serie è mai stata realizzata e il personaggio è stato adattato in Smallville.
Dopo l'apparizione di Arthur Curry, che fu uno degli episodi più apprezzati di quella stagione, gli sviluppatori di Smallville Al Gough e Miles Millar iniziarono a lavorare su un pilota di Aquaman per The WB Television Network, con Justin Hartley nei panni di Arthur Curry. Con il progredire dello sviluppo dell'episodio Aqua della quinta stagione, ci si accorse che il personaggio aveva del potenziale per una sua propria serie. L'episodio della quinta stagione non fu mai pensato per essere un backdoor pilot per uno spin-off televisivo su Aquaman, pertanto Alan Ritchson non è mai stato preso in considerazione per il ruolo. Gough ha dichiarato in un'intervista del novembre 2005 che la serie avrebbe dato un'interpretazione diversa alla mitologia di Aquaman. Sebbene Gough non abbia mai visto la nuova serie come un vero e proprio spin-off, lo sceneggiatore suggerì l'interesse nel fare un crossover con Smallville. Aquaman è stata l'unica serie ad essere entrare in produzione, sebbene alla fine venne cancellata da The CW, rete televisiva che si era formata dalla fusione di The WB e UPN durante la produzione del pilota.
Durante la sesta stagione, si parlò della creazione di una nuova serie basata sul personaggio di Oliver Queen / Freccia Verde. Hartley rifiutò di parlare della possibilità di uno spin-off durante le riprese della sesta stagione per rispetto del suo ruolo in Smallville. L'attore sentiva di dover rispettare ciò che Smallville aveva realizzato in cinque stagioni, e di non "rubare i riflettori" pensando di essere migliore di quello che era solo perché si era "parlato" di uno spin-off dopo solo due apparizioni nella serie. Secondo Hartley, le "discussioni" sarebbero state il massimo a cui lo spin-off fosse mai arrivato. Secondo Gough, lo spin-off su Freccia Verde avrebbe visto Oliver interpretare un ruolo più da "Professor X", dove avrebbe accolto e addestrato persone con superpoteri che non hanno un posto dove andare. La serie avrebbe utilizzato personaggi che sarebbero stati più facilmente approvati dalla divisione cinematografica della Warner Bros. Come chiarito da DeKnight, la serie avrebbe introdotto nuovi personaggi proveniente dall'universo dei fumetti, tra cui i Giovani Titani, oltre ad approfondire le origini dei suoi personaggi principali, come ad esempio Bart, Victor e Arthur. Questa, come le altre serie, non è mai stata realizzata.

### Tie-inper telefoni cellulari/online
Sebbene le principali apparizioni della squadra siano nella serie televisiva, essa è apparsa in altri media attraverso delle collaborazioni promozionali. All'inizio del 2007, Oliver Queen è stato il protagonista di un cartone animato disponibile per gli abbonati Sprint, intitolato Smallville Legends: The Oliver Queen Chronicles. La serie è incentrata sulle origini di Oliver come Freccia Verde. Il 19 aprile 2007, una collaborazione con Toyota atta a promuovere la loro nuova Yaris prevedeva un fumetto online interattivo, chiamato Smallville Legends: Justice & Doom, pubblicato durante i nuovi episodi di Smallville. Il fumetto era basato sull'episodio La lega della giustizia e riprendeva dopo gli eventi di quell'episodio, seguendo Oliver, Bart, Victor e Arthur, mentre cercano di distruggere tutti i laboratori sperimentali segreti della LuthorCorp. Il team alla fine scopre un prototipo di soldato su cui sta lavorando la LuthorCorp, che combina i superpoteri di vari individui potenziati dalla kryptonite e li inserisce in un unico soldato.

### Fumetti
Nel 2012, la serie Smallville è stata continuata attraverso i fumetti con Smallville: Season 11. Scritta da Bryan Q. Miller, che ha anche sceneggiato la serie televisiva, i primi numeri presentano Chloe Sullivan che fa riferimento al fatto che stanno cercando di stabilire una rete informativa, collegata alla Watchtower, in ogni città abitata da un membro dell'organizzazione. Nel secondo numero, Lex Luthor scopre che le Queen Industries stanno costruendo una struttura sul lato opposto della luna terrestre come base per il gruppo, e la sua costruzione è sotto la supervisione di John Jones. Nonostante sia apparentemente morta dopo il suo incontro con Lex Luthor, il legame della squadra con Lex è Tess Mercer, la cui coscienza si rivela essere legata alla mente del suo fratellastro. Luthor vede questa come un'opportunità per apprendere i segreti degli eroi prima di rimuovere Tess dalla sua mente e crea misure per impedire loro di scoprire la sua situazione con Tess. Nonostante i suoi sforzi, Tess riesce comunque a inviare un messaggio sulle sue difficoltà con Lex alla Justice League, la quale estrae la coscienza di Tess da Lex e la caricano sul sistema informatico della Watchtower in modo che possa essere una casa temporanea per la sua mente.
Nel quinto numero, il team inizia a indagare sull'avvertimento dato da una Chloe Sullivan proveniente da un universo parallelo su una "crisi". Qui viene introdotto Bruce Wayne, che segretamente opera nei panni del vigilante Batman di Gotham City, il cui padre, Thomas Wayne fu invitato in passato a unirsi alla società segreta Veritas da Lionel Luthor. Batman, insieme alla sua partner, Nightwing (Barbara Gordon), arriva a Metropolis alla ricerca di Joe Chill, l'assassino dei suoi genitori, che lavora come contatto per l'Intergang.
Bart Allen ritorna nel nono numero, dove indossa un nuovo costume ed esplora la fonte dei suoi poteri: la Forza della velocità. In questo numero, Bart incontra il Flash Nero mentre combatte un gruppo di gorilla super intelligenti a Parigi. Bart sfida ancora una volta Clark a una gara, questa volta con quest'ultimo in volo. Nell'undicesimo numero, viene svelato che Bart ha ottenuto i suoi poteri dopo che Jay Garrick, membro della JSA, smise di correre, forzando la Forza della velocità a creare un nuovo velocista che avrebbe preso il suo posto. In un arco narrativo cronologicamente parallelo a quello di Clark e Bart, mentre Batman e Nightwing inseguono i membri di una banda criminale di Gotham, i Mutanti, quest'ultima viene attaccata da un marziano bianco e resta ferita. John Jones appare e si offre di aiutare Bruce per indagare sull'attacco. Qui, Jones adatta anche l'identità supereroistica di "Martian Manhunter". Inoltre, viene mostrato il nuovo avamposto in fase di costruzione della Watchtower sulla Luna, costruito dalle Queen Industries con l'aiuto dei Laboratori S.T.A.R., che sfrutta come equipaggio i droni di Emil Hamilton. Viene anche svelato che Batman si è unito alla squadra.